# كأس اليونان 1996–97
كأس اليونان 1996–97 (باليونانية: Κύπελλο Ελλάδος ποδοσφαίρου ανδρών 1996-97)‏ هو الموسم 55 من كأس اليونان. أشرف على تنظيمه الاتحاد الإغريقي لكرة القدم، وكان عدد الأندية المشاركة فيه 72، وفاز فيه أيك أثينا.